# Masirana
Masirana là một chi nhện trong họ Leptonetidae.